# Kadua elatior
Kadua elatior ist eine Pflanzenart aus der Gattung Kadua in der Familie der Rötegewächse (Rubiaceae). Sie kommt endemisch auf Hawaii vor.

## Beschreibung

### Vegetative Merkmale
Kadua elatior wächst als verzweigter Halbstrauch, dessen Stämme Längen von 0,1 bis 0,2 Metern erreichen. Die aufsteigenden bis leicht aufrechten, leicht gerillten Stämme haben einen annähernd stielrunden bis quadratischen Querschnitt.
Die gegenständig an den Zweigen angeordneten Laubblätter sind in einen Blattstiel und eine Blattspreite gegliedert. Der Blattstiel ist 0 bis 0,6 Zentimeter lang. Die einfache, dünne und papierartige Blattspreite ist meist sichelförmig gebogen und ist bei einer Länge von 4 bis 18 Zentimetern sowie einer Breite von 0,6 bis 1,5 Zentimetern von linealisch-elliptisch bis linealisch-lanzettlich, sehr selten auch annähernd elliptisch oder annähernd lanzettlich geformt. Die Oberseite der Blattspreite ist genauso wie die Unterseite kahl. Die Spreitenbasis läuft lang und spitz zu, die Spreitenspitze ist ebenfalls lang zulaufend zugespitzt und der flach bis leicht zurück gebogene Spreitenrand ist ganzrandig. Von jeder Seite der Blattmittelader zweigen ein oder wenige Paare an Seitenadern ab und die Blattadern höherer Ordnung bilden ein unklares Muster. Die Nebenblätter ähneln den Laubblättern, sind mit der Basis des Blattstieles verwachsen und bilden dadurch eine Blattscheide. Die linealische Blattscheide mit breit dreieckiger Basis ist 0,5 bis 0,7 Zentimeter lang und hat 0,34 bis 0,5 Zentimeter lange, linealisch geformte Spitze.

### Generative Merkmale
Die endständigen, zymösen Blütenstände sind kahl. Die Blütenstände enthalten mehrere gestielte Einzelblüten. Die Blütenstiele sind 0,4 bis 1,5 Zentimeter lang.
Die vierzähligen Blüten sind radiärsymmetrisch. Der kreiselförmige Blütenbecher wird etwa 0,5 bis 1,6 Millimeter lang. Die Kelchblätter sind miteinander zu einer Kelchröhre verwachsen. Die Kelchlappen sind bei einer Länge von 2,5 bis 7 Millimetern und einer Breite von 1 bis 1,5 Millimetern linealisch bis linealisch-dreieckig oder seltener auch annähernd dreieckig geformt. Die fleischigen, weißen bis grünen, gelegentlich auch violetten Kronblätter sind stieltellerförmig miteinander verwachsen. Die Kronröhre erreicht eine Länge von 0,8 bis 1,7 Zentimeter und hat einen mehr oder weniger quadratischen Querschnitt. Die vier Kronlappen erreichen Längen von 0,3 bis 0,4 Zentimetern. Der zweifach gelappte Griffel ist im unteren Teil zottig behaart.
Die Kapselfrüchte sind bei einer Länge von 0,3 bis 0,6 Zentimeter und einer Dicke von 0,4 bis 0,5 Zentimeter kreiselförmig geformt. Das Endokarp ist etwas verholzt. Jede der Früchte enthält mehrere dunkelbraune Samen. Sie sind unregelmäßig keilförmig geformt.

## Vorkommen
Das natürliche Verbreitungsgebiet von Kadua elatior liegt auf einigen zu Hawaii gehörenden Inseln. Kadua elatior ist ein Endemit, der auf den Inseln Kauaʻi, Maui Molokaʻi und Oʻahu vorkommt.

## Taxonomie
Die Erstbeschreibung als Kadua cookiana var. eliator erfolgte 1867 durch Horace Mann junior in Proceedings of the American Academy of Arts and Sciences. Amos Arthur Heller erhob die Varietät als Kadua eliator im Jahr 1897 in Minnesota Botanical Studies in den Rang einer eigenständigen Art.